# Lijst van rijksmonumenten in Loenen aan de Vecht
De plaats Loenen aan de Vecht telt 144 inschrijvingen in het rijksmonumentenregister. Hieronder een overzicht.
| Object | Oorspronkelijke functie?  | Bouwjaar                             | Architect            | Locatie                            | Coördinaten?                 | Nr.?   | Afbeelding                                                                              |
| --- | ------------------------- | ------------------------------------ | -------------------- | ---------------------------------- | ---------------------------- | ------ | --------------------------------------------------------------------------------------- |
| Eenvoudig laag huis met zadeldak en topgevel                                                                                       | Woonhuis                  |                                      |                      | Brugstraat 13                      | 52° 12' 30" NB, 5° 1' 24" OL | 26000  | Meer afbeeldingen                                                                       |
| Eenvoudig laag huis met zadeldak en topgevel                                                                                       | Woonhuis                  |                                      |                      | Brugstraat 15                      | 52° 12' 29" NB, 5° 1' 24" OL | 26001  | Meer afbeeldingen                                                                       |
| Pand met topgevel met winkeltje en uitbouw                                                                                         | Woonhuis                  |                                      |                      | Brugstraat 23                      | 52° 12' 28" NB, 5° 1' 25" OL | 26002  | Meer afbeeldingen                                                                       |
| Pand met langgerekte lage gevel met zadeldak en rechte kroonlijst                                                                  | Woonhuis                  | 18e eeuw                             |                      | Cronenburgherlaan 3                | 52° 12' 24" NB, 5° 1' 15" OL | 26003  | Pand met langgerekte lage gevel met zadeldak en rechte kroonlijst                       |
| Pand met langgerekte lage gevel met zadeldak en rechte kroonlijst                                                                  | Woonhuis                  | 18e eeuw                             |                      | Cronenburgherlaan 5                | 52° 12' 24" NB, 5° 1' 15" OL | 26004  | Pand met langgerekte lage gevel met zadeldak en rechte kroonlijst                       |
| Pand met langgerekte lage gevel met zadeldak en rechte kroonlijst                                                                  | Woonhuis                  | 18e eeuw                             |                      | Cronenburgherlaan 7                | 52° 12' 24" NB, 5° 1' 15" OL | 26005  | Pand met langgerekte lage gevel met zadeldak en rechte kroonlijst                       |
| Pand met langgerekte lage gevel met zadeldak en rechte kroonlijst                                                                  | Woonhuis                  | 18e eeuw                             |                      | Cronenburgherlaan 9                | 52° 12' 24" NB, 5° 1' 15" OL | 26006  | Meer afbeeldingen                                                                       |
| Huis met zadeldak eindigend in topgevels                                                                                           | Woonhuis                  |                                      |                      | Dorpsstraat 47                     | 52° 12' 32" NB, 5° 1' 22" OL | 26007  | Meer afbeeldingen                                                                       |
| Nederlands Hervormde Kerk | Kerk en kerkonderdeel     |                                      |                      | Dorpsstraat 49                     | 52° 12' 33" NB, 5° 1' 23" OL | 26008  | Meer afbeeldingen                                                                       |
| Pand met lijstgevel, baksteen, met dodekop beschilderd                                                                             | Woonhuis                  | 18e eeuw                             |                      | Dorpsstraat 51                     | 52° 12' 33" NB, 5° 1' 25" OL | 26009  | Meer afbeeldingen                                                                       |
| Lage huis met rechte gootlijst, ramen met roedenverdeling en halve luiken                                                          | Woonhuis                  |                                      |                      | Dorpsstraat 55                     | 52° 12' 33" NB, 5° 1' 27" OL | 26010  | Meer afbeeldingen                                                                       |
| Laag huis met rechte gootlijst | Woonhuis                  |                                      |                      | Dorpsstraat 57                     | 52° 12' 33" NB, 5° 1' 27" OL | 26011  | Meer afbeeldingen                                                                       |
| Laag huis met rechte gootlijst | Woonhuis                  |                                      |                      | Dorpsstraat 59                     | 52° 12' 33" NB, 5° 1' 27" OL | 26012  | Meer afbeeldingen                                                                       |
| 'Welgelegen', grijsgepleisterd fraai herenhuis met overtuin aan de vecht                                                           | Woonhuis                  | 18e eeuw                             |                      | Dorpsstraat 61                     | 52° 12' 34" NB, 5° 1' 28" OL | 26013  | Meer afbeeldingen                                                                       |
| Koetshuis bij 'Welgelegen' behorend met rechte kroonlijst                                                                          | Bijgebouwen kastelen enz. |                                      |                      | Dorpsstraat 63                     | 52° 12' 34" NB, 5° 1' 28" OL | 26014  | Meer afbeeldingen                                                                       |
| Pand met topgevel en zadeldak | Woonhuis                  |                                      |                      | Dorpsstraat 65                     | 52° 12' 34" NB, 5° 1' 28" OL | 26015  | Meer afbeeldingen                                                                       |
| Pand met topgevel en zadeldak | Woonhuis                  |                                      |                      | Dorpsstraat 67                     | 52° 12' 34" NB, 5° 1' 29" OL | 26016  | Meer afbeeldingen                                                                       |
| 'Leeuwendijk' | Woonhuis                  | 18e eeuw                             |                      | Dorpsstraat 69                     | 52° 12' 34" NB, 5° 1' 30" OL | 26017  | Meer afbeeldingen                                                                       |
| Pand met gepleisterde topgevel | Woonhuis                  |                                      |                      | Dorpsstraat 75                     | 52° 12' 35" NB, 5° 1' 31" OL | 26018  | Meer afbeeldingen                                                                       |
| 'Vrederust' | Woonhuis                  | 18e eeuw                             |                      | Dorpsstraat 77                     | 52° 12' 35" NB, 5° 1' 32" OL | 26019  | Meer afbeeldingen                                                                       |
| Beek en Hof | Kasteel, buitenplaats     | 18e eeuw                             |                      | Dorpsstraat 81                     | 52° 12' 37" NB, 5° 1' 39" OL | 26020  | Beek en Hof                                                                             |
| Pand met gepleisterde topgevel | Woonhuis                  | 18e eeuw                             |                      | Dorpsstraat 2                      | 52° 12' 26" NB, 5° 1' 16" OL | 26021  | Meer afbeeldingen                                                                       |
| Pand met gepleisterde lijstgevel                                                                                                   | Woonhuis                  |                                      |                      | Dorpsstraat 8                      | 52° 12' 27" NB, 5° 1' 16" OL | 26022  | Meer afbeeldingen                                                                       |
| 'soeteveght', pand met gepleisterde gevel met rechte kroonlijst                                                                    | Woonhuis                  | 18e eeuw                             |                      | Dorpsstraat 10                     | 52° 12' 27" NB, 5° 1' 16" OL | 26023  | Meer afbeeldingen                                                                       |
| 'Duiveveght', rechthoekig grondplan, gepleisterde gevel, rechte kroonlijst                                                         | Woonhuis                  | 18e eeuw                             |                      | Dorpsstraat 12                     | 52° 12' 28" NB, 5° 1' 17" OL | 26024  | Meer afbeeldingen                                                                       |
| Pand met gepleisterde lijstgevel                                                                                                   | Woonhuis                  |                                      |                      | Dorpsstraat 22                     | 52° 12' 29" NB, 5° 1' 17" OL | 26025  | Meer afbeeldingen                                                                       |
| Pand met topgevel, zadeldak | Woonhuis                  |                                      |                      | Dorpsstraat 24                     | 52° 12' 29" NB, 5° 1' 18" OL | 26026  | Meer afbeeldingen                                                                       |
| Pand met gevel met rechte kroonlijst en fraai gesneden régence deurpartij                                                          | Woonhuis                  | 18e eeuw                             |                      | Dorpsstraat 26                     | 52° 12' 30" NB, 5° 1' 18" OL | 26027  | Meer afbeeldingen                                                                       |
| Pand met gepleisterde gevel met rechte kroonlijst, uitlopend in topgevel                                                           | Woonhuis                  | 18e eeuw                             |                      | Dorpsstraat 28                     | 52° 12' 30" NB, 5° 1' 18" OL | 26028  | Meer afbeeldingen                                                                       |
| Pand met gepleisterde topgevel | Woonhuis                  | 18e eeuw                             |                      | Dorpsstraat 32                     | 52° 12' 30" NB, 5° 1' 19" OL | 26029  | Meer afbeeldingen                                                                       |
| Pand met gepleisterde lijstgevel                                                                                                   | Woonhuis                  | 18e eeuw                             |                      | Dorpsstraat 34                     | 52° 12' 30" NB, 5° 1' 19" OL | 26030  | Meer afbeeldingen                                                                       |
| Pand met gepleisterde lijstgevel                                                                                                   | Woonhuis                  |                                      |                      | Dorpsstraat 44                     | 52° 12' 31" NB, 5° 1' 21" OL | 26031  | Meer afbeeldingen                                                                       |
| Pand met gepleisterde lijstgevel                                                                                                   | Woonhuis                  |                                      |                      | Dorpsstraat 46                     | 52° 12' 31" NB, 5° 1' 21" OL | 26032  | Pand met gepleisterde lijstgevel                                                        |
| Pand met topgevel | Woonhuis                  | 18e eeuw                             |                      | Dorpsstraat 48                     | 52° 12' 31" NB, 5° 1' 21" OL | 26033  | Meer afbeeldingen                                                                       |
| Pand met topgevel, gelijk aan 66 en 68                                                                                             | Woonhuis                  | 18e eeuw                             |                      | Dorpsstraat 64                     | 52° 12' 32" NB, 5° 1' 24" OL | 26035  | Meer afbeeldingen                                                                       |
| Pand met topgevel, gelijk aan 64 en 68                                                                                             | Woonhuis                  | 18e eeuw                             |                      | Dorpsstraat 66                     | 52° 12' 32" NB, 5° 1' 24" OL | 26036  | Meer afbeeldingen                                                                       |
| Pand met topgevel, gelijk aan 64 en 66                                                                                             | Woonhuis                  | 1852/7                               |                      | Dorpsstraat 68                     | 52° 12' 32" NB, 5° 1' 24" OL | 26037  | Meer afbeeldingen                                                                       |
| Pand met gepleisterde lijstgevel                                                                                                   | Woonhuis                  | 18e eeuw                             |                      | Dorpsstraat 70                     | 52° 12' 32" NB, 5° 1' 25" OL | 26038  | Meer afbeeldingen                                                                       |
| Pand met gepleisterde lijstgevel                                                                                                   | Woonhuis                  | 18e eeuw                             |                      | Dorpsstraat 74                     | 52° 12' 32" NB, 5° 1' 25" OL | 26039  | Meer afbeeldingen                                                                       |
| Pand met topgevel, benedenverdieping verbouwd                                                                                      | Woonhuis                  | 17e eeuw                             |                      | Dorpsstraat 80                     | 52° 12' 32" NB, 5° 1' 26" OL | 26040  | Pand met topgevel, benedenverdieping verbouwd                                           |
| Pand met topgevel, benedenverdieping verbouwd                                                                                      | Woonhuis                  | 17e eeuw                             |                      | Dorpsstraat 82                     | 52° 12' 32" NB, 5° 1' 27" OL | 26041  | Meer afbeeldingen                                                                       |
| Laag huis met rechte kroonlijst, zadeldaken eindigend in dubbele topgevels                                                         | Woonhuis                  | 17e eeuw                             |                      | Dorpsstraat 88                     | 52° 12' 33" NB, 5° 1' 27" OL | 26042  | Meer afbeeldingen                                                                       |
| Pand met gepleisterde lijstgevel                                                                                                   | Woonhuis                  |                                      |                      | Dorpsstraat 96                     | 52° 12' 35" NB, 5° 1' 33" OL | 26043  | Meer afbeeldingen                                                                       |
| Rechthoekig huis met rechte kroonlijst                                                                                             | Woonhuis                  | 18e eeuw                             |                      | Dorpsstraat 98                     | 52° 12' 35" NB, 5° 1' 34" OL | 26044  | Meer afbeeldingen                                                                       |
| Twee dienstgebouwen, koetshuizen behorend bij Beek en Hof, houten aanlegsteiger met banken aan de Vecht, theekoepel, kinderhuisje. | Bijgebouwen kastelen enz. |                                      |                      | Dorpsstraat 102                    | 52° 12' 36" NB, 5° 1' 37" OL | 26045  | Meer afbeeldingen                                                                       |
| De Hoop | Industrie- en poldermolen | 1901                                 |                      | Dorpsstraat 106                    | 52° 12' 37" NB, 5° 1' 39" OL | 26046  | Meer afbeeldingen                                                                       |
| Molenaarshuis, lange lage gevel met rechte lijst                                                                                   | Woonhuis                  |                                      |                      | Dorpsstraat 108                    | 52° 12' 37" NB, 5° 1' 40" OL | 26047  | Meer afbeeldingen                                                                       |
| Pand met lijstgevel | Woonhuis                  |                                      |                      | Dorpsstraat 110                    | 52° 12' 37" NB, 5° 1' 40" OL | 26048  | Meer afbeeldingen                                                                       |
| Pand met gepleisterde topgevel | Woonhuis                  | 17e eeuw                             |                      | Grutterstraat 3                    | 52° 12' 32" NB, 5° 1' 20" OL | 26049  | Meer afbeeldingen                                                                       |
| Pand met lijstgevel met dodekop geverfd, nieuwe spui                                                                               | Woonhuis                  |                                      |                      | Grutterstraat 5                    | 52° 12' 33" NB, 5° 1' 20" OL | 26050  | Meer afbeeldingen                                                                       |
| Pand met topgevel uitgebouwde winkelpui, aangrenzende lagere topgevel                                                              | Woonhuis                  | 18e eeuw (pand) 19e eeuw (winkelpui) |                      | Grutterstraat 11                   | 52° 12' 33" NB, 5° 1' 20" OL | 26051  | Meer afbeeldingen                                                                       |
| Pand met langgerekte gevel met rechte kroonlijst                                                                                   | Woonhuis                  | 18e eeuw                             |                      | Grutterstraat 13                   | 52° 12' 33" NB, 5° 1' 20" OL | 26052  | Meer afbeeldingen                                                                       |
| Laag huis onder rechte kroonlijst                                                                                                  | Woonhuis                  |                                      |                      | Torenstraat 1                      | 52° 12' 32" NB, 5° 1' 21" OL | 26053  | Laag huis onder rechte kroonlijst                                                       |
| Laag huis onder rechte kroonlijst                                                                                                  | Woonhuis                  |                                      |                      | Grutterstraat 4                    | 52° 12' 32" NB, 5° 1' 21" OL | 26054  | Laag huis onder rechte kroonlijst                                                       |
| Laag huis onder rechte kroonlijst                                                                                                  | Woonhuis                  |                                      |                      | Grutterstraat 6                    | 52° 12' 33" NB, 5° 1' 21" OL | 26055  | Meer afbeeldingen                                                                       |
| Pand met gevel met rechte kroonlijst                                                                                               | Woonhuis                  |                                      |                      | Grutterstraat 12                   | 52° 12' 33" NB, 5° 1' 21" OL | 26056  | Pand met gevel met rechte kroonlijst                                                    |
| Pand met lage lijstgevel uitlopende in topgevels met zadeldak                                                                      | Woonhuis                  |                                      |                      | Kerkstraat 1                       | 52° 12' 33" NB, 5° 1' 25" OL | 26058  | Meer afbeeldingen                                                                       |
| Pand met gepleisterde lijstgevel                                                                                                   | Woonhuis                  |                                      |                      | Kerkstraat 6                       | 52° 12' 34" NB, 5° 1' 22" OL | 26059  | Meer afbeeldingen                                                                       |
| Pand met lijstgevel | Woonhuis                  |                                      |                      | Kerkstraat 8                       | 52° 12' 34" NB, 5° 1' 22" OL | 26060  | Pand met lijstgevel                                                                     |
| Bierenshofje | Sociale zorg, liefdadigh. | 1836                                 |                      | Molendijk 16-26                    | 52° 12' 34" NB, 5° 1' 24" OL | 26061  | Meer afbeeldingen                                                                       |
| Gepleisterd laag huis, ramen met kleine roeden en halve luiken, zadeldak                                                           | Woonhuis                  |                                      |                      | Mijndensedijk 1-3                  | 52° 12' 16" NB, 5° 1' 18" OL | 26062  | Gepleisterd laag huis, ramen met kleine roeden en halve luiken, zadeldak                |
| Gepleisterde lage huizen, ramen met kleine roeden en halve luiken, topgevel en zadeldak                                            | Woonhuis                  |                                      |                      | Mijndensedijk 5-11                 | 52° 12' 15" NB, 5° 1' 18" OL | 26063  | Gepleisterde lage huizen, ramen met kleine roeden en halve luiken, topgevel en zadeldak |
| Ridderhofstad Mijnden | Boerderij                 | 17e eeuw                             |                      | Mijndensedijk 13                   | 52° 12' 10" NB, 5° 1' 18" OL | 26064  | Meer afbeeldingen                                                                       |
| Landhuis Vechtlust | Kasteel, buitenplaats     | 1730                                 |                      | Oud Over 3                         | 52° 12' 24" NB, 5° 1' 20" OL | 26065  | Meer afbeeldingen                                                                       |
| Bij het landhuis vechtlust gelegen veelkantige koepel                                                                              | Bijgebouwen kastelen enz. |                                      |                      | Oud Over bij 1                     | 52° 12' 21" NB, 5° 1' 18" OL | 26066  | Meer afbeeldingen                                                                       |
| Landhuis Bosch en Vecht | Kasteel, buitenplaats     |                                      |                      | Oud Over 5                         | 52° 12' 26" NB, 5° 1' 22" OL | 26067  | Meer afbeeldingen                                                                       |
| Laag huis met zadeldak en topgevel                                                                                                 | Woonhuis                  |                                      |                      | Oud Over 7                         | 52° 12' 28" NB, 5° 1' 24" OL | 26068  | Meer afbeeldingen                                                                       |
| Pand met gepleisterde lage langgerekte gevel                                                                                       | Woonhuis                  |                                      |                      | Oud Over 9                         | 52° 12' 28" NB, 5° 1' 26" OL | 26069  | Meer afbeeldingen                                                                       |
| Pand met topgevel | Woonhuis                  | 18e eeuw                             |                      | Oud Over 11                        | 52° 12' 28" NB, 5° 1' 26" OL | 26070  | Meer afbeeldingen                                                                       |
| Kalorama/ Vecht en Lommer | Kasteel, buitenplaats     | begin 18e eeuw                       |                      | Oud Over 59                        | 52° 12' 36" NB, 5° 1' 43" OL | 528802 | Kalorama/ Vecht en Lommer                                                               |
| Lage woning met zadeldak en topgevel                                                                                               | Woonhuis                  |                                      |                      | Oud Over 10                        | 52° 12' 27" NB, 5° 1' 26" OL | 26074  | Meer afbeeldingen                                                                       |
| Lage woning met zadeldak en topgevel                                                                                               | Woonhuis                  |                                      |                      | Oud Over 12                        | 52° 12' 28" NB, 5° 1' 26" OL | 26075  | Meer afbeeldingen                                                                       |
| Boerderij, lage gevel met zadeldak en topgevels                                                                                    | Boerderij                 |                                      |                      | Oud Over 14                        | 52° 12' 28" NB, 5° 1' 27" OL | 26076  | Meer afbeeldingen                                                                       |
| Huis met rechte kroonlijsten, rechthoekig grondvlak                                                                                | Woonhuis                  | 17e eeuw                             |                      | Oud Over 28                        | 52° 12' 30" NB, 5° 1' 31" OL | 26077  | Meer afbeeldingen                                                                       |
| Boerderij onder rieten zadeldak | Boerderij                 | 18e eeuw (oorsprong)                 |                      | Oud Over 88                        | 52° 12' 44" NB, 5° 1' 50" OL | 26079  | Boerderij onder rieten zadeldak                                                         |
| Loenderveense Molen | Industrie- en poldermolen | 1652                                 |                      | Oud Over 104                       | 52° 12' 51" NB, 5° 2' 11" OL | 26080  | Meer afbeeldingen                                                                       |
| Voormalige boerderij | Boerderij                 | 1857                                 |                      | Rijksstraatweg 119                 | 52° 12' 35" NB, 5° 1' 17" OL | 26084  | Meer afbeeldingen                                                                       |
| Herenhuis met rechte kroonlijst, versierde middenpartij                                                                            | Kasteel, buitenplaats     | 18e eeuw                             |                      | Rijksstraatweg 104                 | 52° 12' 32" NB, 5° 1' 16" OL | 26086  | Meer afbeeldingen                                                                       |
| Gepleisterd herenhuis met versierde middenpartij, rechthoekig grondplan                                                            | Kasteel, buitenplaats     |                                      |                      | Rijksstraatweg 106                 | 52° 12' 33" NB, 5° 1' 18" OL | 26087  | Meer afbeeldingen                                                                       |
| Oude raadhuis | Bestuursgebouw en onderdl |                                      |                      | Rijksstraatweg 113-115             | 52° 12' 34" NB, 5° 1' 19" OL | 26088  | Meer afbeeldingen                                                                       |
| Huis te Velde | Boerderij                 |                                      |                      | Rijksstraatweg 170                 | 52° 12' 48" NB, 5° 1' 8" OL  | 26089  | Meer afbeeldingen                                                                       |
| Pand met topgevel | Woonhuis                  |                                      |                      | Spinnerie 3                        | 52° 12' 35" NB, 5° 1' 20" OL | 26091  | Meer afbeeldingen                                                                       |
| Pand met topgevel | Woonhuis                  |                                      |                      | Spinnerie 5                        | 52° 12' 35" NB, 5° 1' 20" OL | 26092  | Meer afbeeldingen                                                                       |
| Pand met gepleisterde lage gevel met rechte kroonlijst                                                                             | Woonhuis                  |                                      |                      | Spinnerie 7                        | 52° 12' 36" NB, 5° 1' 20" OL | 26093  | Meer afbeeldingen                                                                       |
| Pand met gepleisterde lage gevel met rechte kroonlijst                                                                             | Woonhuis                  |                                      |                      | Spinnerie 9                        | 52° 12' 36" NB, 5° 1' 21" OL | 26094  | Meer afbeeldingen                                                                       |
| Pand met gepleisterde lage gevel met rechte kroonlijst                                                                             | Woonhuis                  |                                      |                      | Spinnerie 11                       | 52° 12' 36" NB, 5° 1' 21" OL | 26095  | Meer afbeeldingen                                                                       |
| Pand met gepleisterde lage gevel met rechte kroonlijst                                                                             | Woonhuis                  |                                      |                      | Spinnerie 13                       | 52° 12' 36" NB, 5° 1' 21" OL | 26096  | Meer afbeeldingen                                                                       |
| Pand met gepleisterde topgevel | Woonhuis                  |                                      |                      | Torenstraat 3                      | 52° 12' 33" NB, 5° 1' 21" OL | 26097  | Pand met gepleisterde topgevel                                                          |
| Toren Nederland Hervormde Kerk | Kerk en kerkonderdeel     |                                      |                      | Torenstraat bij 2                  | 52° 12' 33" NB, 5° 1' 22" OL | 26098  | Meer afbeeldingen                                                                       |
| Pand met forse topgevel met natuurstenen banden versierd, steen met jaartal 1612, terzijde tuinschutting met vakken waarin spijlen | Woonhuis                  |                                      |                      | Torenstraat 5                      | 52° 12' 33" NB, 5° 1' 21" OL | 26099  | Meer afbeeldingen                                                                       |
| Toegangshek Wallestein | Tuin, park en plantsoen   |                                      |                      | Vreelandseweg 23                   | 52° 12' 50" NB, 5° 1' 46" OL | 26100  | Meer afbeeldingen                                                                       |
| Witgepleisterd huis met rechte kroonlijst, rechthoekig grondplan en uitgebouwde kamer                                              | Bijzondere woonvorm       |                                      |                      | Rijksstraatweg 104                 | 52° 12' 31" NB, 5° 1' 16" OL | 26117  | Witgepleisterd huis met rechte kroonlijst, rechthoekig grondplan en uitgebouwde kamer   |
| Gebouw door zadeldak gedekt in topgevels eindigend                                                                                 | Bijzondere woonvorm       |                                      |                      | Rijksstraatweg 117                 | 52° 12' 35" NB, 5° 1' 17" OL | 26118  | Meer afbeeldingen                                                                       |
| Hoekpand | Woonhuis                  | 18e eeuw (oorsprong)                 |                      | Brugstraat 2                       | 52° 12' 31" NB, 5° 1' 22" OL | 333558 | Meer afbeeldingen                                                                       |
| Nieuwerhoek, hoofdgebouw | Kasteel, buitenplaats     |                                      |                      | Rijksstraatweg 78                  | 52° 12' 11" NB, 5° 1' 11" OL | 398072 | Meer afbeeldingen                                                                       |
| Nieuwerhoek, historische tuin- en parkaanleg                                                                                       | Tuin, park en plantsoen   | 17e/18e/19e eeuw                     |                      | Rijksstraatweg bij 78              | 52° 12' 11" NB, 5° 1' 11" OL | 398073 | Meer afbeeldingen                                                                       |
| Nieuwerhoek, noordelijk bouwhuis                                                                                                   | Bijgebouwen kastelen enz. |                                      |                      | Rijksstraatweg 80                  | 52° 12' 12" NB, 5° 1' 9" OL  | 398074 | Nieuwerhoek, noordelijk bouwhuis                                                        |
| Nieuwerhoek, zuidelijk bouwhuis | Bijgebouwen kastelen enz. |                                      |                      | Rijksstraatweg 76                  | 52° 12' 10" NB, 5° 1' 8" OL  | 398075 | Meer afbeeldingen                                                                       |
| Nieuwerhoek, toegangsbrug met hekwerk                                                                                              | Erfscheiding              |                                      |                      | Rijksstraatweg tegenover 78        | 52° 12' 11" NB, 5° 1' 11" OL | 398076 | Meer afbeeldingen                                                                       |
| Nieuwerhoek, brug met hekwerk tussen het jaagpad en de oostzijde van de plaats                                                     | Erfscheiding              |                                      |                      | Rijksstraatweg bij 78              | 52° 12' 11" NB, 5° 1' 11" OL | 398077 | Meer afbeeldingen                                                                       |
| Nieuwerhoek, twee siervazen ter weerszijden van bordes voor ingangspartij van het huis                                             | Straatmeubilair           |                                      |                      | Rijksstraatweg bij 78              | 52° 12' 11" NB, 5° 1' 11" OL | 398078 | Meer afbeeldingen                                                                       |
| Nieuwerhoek, piedestal bij zuidelijke scheisloot                                                                                   | Straatmeubilair           |                                      |                      | Rijksstraatweg bij 78              | 52° 12' 11" NB, 5° 1' 11" OL | 398079 | Upload foto                                                                             |
| Nieuwerhoek, bakstenen stuw, tussen het jaagpad en de oostzijde van de plaats                                                      | Waterkering en -doorlaat  |                                      |                      | Rijksstraatweg bij 78              | 52° 12' 11" NB, 5° 1' 11" OL | 398080 | Upload foto                                                                             |
| Huis Oud Over, hoofdgebouw | Kasteel, buitenplaats     |                                      |                      | Oud Over 33                        | 52° 12' 32" NB, 5° 1' 30" OL | 405781 | Meer afbeeldingen                                                                       |
| Huis Oud Over, historische tuin en- parkaanleg                                                                                     | Tuin, park en plantsoen   |                                      |                      | Oud Over bij 33                    | 52° 12' 31" NB, 5° 1' 31" OL | 405782 | Upload foto                                                                             |
| Huis Oud Over, tuinkoepel | Tuin, park en plantsoen   |                                      |                      | Oud Over bij 33                    | 52° 12' 32" NB, 5° 1' 31" OL | 405783 | Meer afbeeldingen                                                                       |
| Huis Oud Over, noordelijk toegangshek                                                                                              | Erfscheiding              |                                      |                      | Oud Over bij 36                    | 52° 12' 31" NB, 5° 1' 31" OL | 405784 | Upload foto                                                                             |
| Huis Oud Over, zuidelijk toegangshek                                                                                               | Erfscheiding              |                                      |                      | Oud Over bij 33                    | 52° 12' 31" NB, 5° 1' 31" OL | 405785 | Meer afbeeldingen                                                                       |
| Huis Oud Over, voormalige tuinmanswoning annex paardenstal en koetshuis                                                            | Bijgebouwen kastelen enz. | 18e eeuw                             |                      | Oud Over 36                        | 52° 12' 31" NB, 5° 1' 34" OL | 405786 | Meer afbeeldingen                                                                       |
| Huis Oud Over, zonnewijzersokkel                                                                                                   | Straatmeubilair           |                                      |                      | Oud Over bij 33                    | 52° 12' 31" NB, 5° 1' 30" OL | 405787 | Upload foto                                                                             |
| Terrein waarin overblijfselen van het kasteel Cronenburg                                                                           | Archeologisch monument    |                                      |                      |                                    | 52° 12' 22" NB, 5° 1' 12" OL | 45757  | Meer afbeeldingen                                                                       |
| Cronenburgherbrug, brugwachterswoning                                                                                              | Woonhuis                  | 1933                                 |                      | Bloklaan 1                         | 52° 12' 17" NB, 5° 1' 17" OL | 520338 | Meer afbeeldingen                                                                       |
| Cronenburgherbrug, brug | Brug                      | 1933                                 |                      | Bloklaan bij 1                     | 52° 12' 20" NB, 5° 1' 17" OL | 520339 | Cronenburgherbrug, brug                                                                 |
| Cronenburgherbrug, dienstwoning | Woonhuis                  | 1933                                 |                      | Mijndensedijk 2                    | 52° 12' 16" NB, 5° 1' 17" OL | 520340 | Meer afbeeldingen                                                                       |
| De Glashut: dubbele arbeiderswoning                                                                                                | Boerderij                 | 1862                                 |                      | Oud Over 120                       | 52° 13' 6" NB, 5° 1' 53" OL  | 520342 | Meer afbeeldingen                                                                       |
| De Glashut: woonblok | Boerderij                 | 1862                                 |                      | Oud Over 122                       | 52° 13' 6" NB, 5° 1' 52" OL  | 520343 | Meer afbeeldingen                                                                       |
| De Glashut: woonblok | Boerderij                 | 1862                                 |                      | Oud Over 134                       | 52° 13' 7" NB, 5° 1' 51" OL  | 520344 | Meer afbeeldingen                                                                       |
| Cronenburgh: historische tuin- en parkaanleg                                                                                       | Tuin, park en plantsoen   | 1925                                 |                      | Rijksstraatweg bij 84              | 52° 12' 15" NB, 5° 1' 11" OL | 520357 | Upload foto                                                                             |
| Cronenburgh: hoofdgebouw | Kasteel, buitenplaats     | 1925                                 |                      | Rijksstraatweg 84                  | 52° 12' 17" NB, 5° 1' 13" OL | 520358 | Upload foto                                                                             |
| Cronenburgh: tuinmanswoning | Bijgebouwen kastelen enz. | 1925                                 |                      | Rijksstraatweg 86                  | 52° 12' 17" NB, 5° 1' 13" OL | 520359 | Upload foto                                                                             |
| Cronenburgh: tuinhuis | Tuin, park en plantsoen   | 1925                                 |                      | Rijksstraatweg bij 84              | 52° 12' 15" NB, 5° 1' 11" OL | 520360 | Cronenburgh: tuinhuis                                                                   |
| Cronenburgh: toegangshek | Erfscheiding              | 1754                                 |                      | Rijksstraatweg bij 84              | 52° 12' 15" NB, 5° 1' 11" OL | 520361 | Cronenburgh: toegangshek                                                                |
| Cronenburgh: botenhuis | Bijgebouwen kastelen enz. | 1931                                 |                      | Rijksstraatweg bij 84              | 52° 12' 17" NB, 5° 1' 13" OL | 520362 | Cronenburgh: botenhuis                                                                  |
| Cronenburgh: ophaalbrug | Brug                      | 1931                                 |                      | Rijksstraatweg bij 84              | 52° 12' 15" NB, 5° 1' 11" OL | 520363 | Cronenburgh: ophaalbrug                                                                 |
| Cronenburgh: dierenverblijf | Dierenverblijf            | 1931                                 |                      | Rijksstraatweg bij 84              | 52° 12' 17" NB, 5° 1' 13" OL | 520364 | Cronenburgh: dierenverblijf                                                             |
| Kerkzicht | Woonhuis                  | 1880                                 |                      | Dorpsstraat 62                     | 52° 12' 32" NB, 5° 1' 23" OL | 520374 | Kerkzicht                                                                               |
| Theekoepel | Tuin, park en plantsoen   | 1870-1880                            |                      | Dorpsstraat bij 62                 | 52° 12' 31" NB, 5° 1' 24" OL | 520375 | Meer afbeeldingen                                                                       |
| Voormalige post- en telegraafkantoor annex directeurswoning                                                                        | Overheidsgebouw           | 1882                                 | A.F. van Wijngaarden | Bredestraat 5                      | 52° 12' 31" NB, 5° 1' 18" OL | 520396 | Meer afbeeldingen                                                                       |
| Schoolgebouw | Onderwijs en wetenschap   | 1891                                 | Albert Nijland       | Rijksstraatweg 98                  | 52° 12' 31" NB, 5° 1' 17" OL | 520406 | Meer afbeeldingen                                                                       |
| Bijdorp: hoofdgebouw | Kasteel, buitenplaats     | 1700                                 |                      | Oud Over 8                         | 52° 12' 26" NB, 5° 1' 25" OL | 521402 | Meer afbeeldingen                                                                       |
| Bijdorp: historische tuin- en parkaanleg                                                                                           | Tuin, park en plantsoen   |                                      |                      | Oud Over bij 8                     | 52° 12' 26" NB, 5° 1' 27" OL | 521403 | Upload foto                                                                             |
| Bijdorp: toegangdam met hek en schamppalen                                                                                         | Waterkering en -doorlaat  | midden 19e eeuw                      |                      | Oud Over bij 8                     | 52° 12' 26" NB, 5° 1' 24" OL | 521404 | Meer afbeeldingen                                                                       |
| Bijdorp: cisterne | Tuin, park en plantsoen   | 18e eeuw                             |                      | Oud Over bij 8                     | 52° 12' 26" NB, 5° 1' 25" OL | 521405 | Upload foto                                                                             |
| Bijdorp: tuinmuur | Tuin, park en plantsoen   | 19e eeuw                             |                      | Oud Over bij 8                     | 52° 12' 27" NB, 5° 1' 28" OL | 521406 | Upload foto                                                                             |
| Bijdorp: tuinbeelden | Tuin, park en plantsoen   | 19e eeuw                             |                      | Oud Over bij 8                     | 52° 12' 26" NB, 5° 1' 27" OL | 521407 | Upload foto                                                                             |
| Vecht en Lommer: hoofdgebouw | Kasteel, buitenplaats     | 1763                                 |                      | Oud Over 59                        | 52° 12' 36" NB, 5° 1' 43" OL | 528802 | Vecht en Lommer: hoofdgebouw                                                            |
| Vecht en Lommer: parkaanleg | Tuin, park en plantsoen   | 19e eeuw                             |                      | Oud Over bij 59                    | 52° 12' 35" NB, 5° 1' 52" OL | 528808 | Upload foto                                                                             |
| Vecht en Lommer: tuinmanswoning | Bijgebouwen kastelen enz. | ouder dan 1726                       |                      | Oud Over 40                        | 52° 12' 35" NB, 5° 1' 45" OL | 528809 | Upload foto                                                                             |
| Vecht en Lommer: tuinschuur | Bijgebouwen kastelen enz. | eerste kwart 20e eeuw                |                      | Oud Over bij 59                    | 52° 12' 36" NB, 5° 1' 42" OL | 528810 | Upload foto                                                                             |
| Vecht en Lommer: hekken | Tuin, park en plantsoen   | 18e eeuw                             |                      | Oud Over bij 59                    | 52° 12' 36" NB, 5° 1' 45" OL | 528811 | Meer afbeeldingen                                                                       |
| Nieuwe Hollandse Waterlinie Cluster 16. Groepsschuilplaatsen type P.                                                               | Bomvrij militair object   |                                      |                      |                                    | 52° 12' 18" NB, 5° 1' 33" OL | 531446 | Nieuwe Hollandse Waterlinie Cluster 16. Groepsschuilplaatsen type P.                    |
| Inundatiesluis met inundatiekanaal                                                                                                 | Open verdedigingswerk     |                                      |                      | ten zuiden van het gehucht Mijnden |                              | 532058 | Upload foto                                                                             |
| Brug en Inundatie- en keersluis met inundatiekanaal                                                                                | Open verdedigingswerk     |                                      |                      | bij de Loenderveense Molen         |                              | 532059 | Upload foto                                                                             |

## Voormalig rijksmonument
| Object                                                                                | Oorspronkelijke functie? | Bouwjaar | Architect      | Locatie               | Coördinaten?                 | Nr.?   | Afbeelding  |
| ------------------------------------------------------------------------------------- | ------------------------ | -------- | -------------- | --------------------- | ---------------------------- | ------ | ----------- |
| Pand met lage gevel met rechte kroonlijst, gepleisterd, behorend bij torenstraat nr 5 | Woonhuis                 |          |                | Grutterstraat 14      | 52° 12' 33" NB, 5° 1' 21" OL | 26057  | Upload foto |
| In lodewijk xv-stijl uitgevoerd toegangshek                                           | Straatmeubilair          |          |                | Rijksstraatweg bij 84 | 52° 12' 16" NB, 5° 1' 11" OL | 358909 | Upload foto |
| Inundatiesluis                                                                        | Open verdedigingswerk    | 1925     | J.N. Schreuder | Oud Over bij 166      | 52° 13' 26" NB, 5° 2' 2" OL  | 520403 | Upload foto |